# Maurocordato
Maurocordato (anche Mavrocordato, 

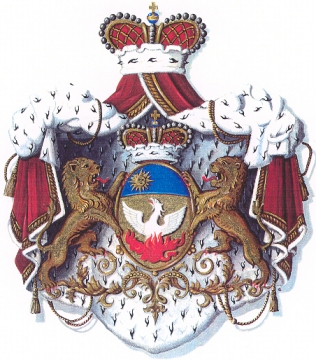
Stemma dei principi Mavrocordato, con la fenice che rinasce dalle fiamme

Mavrokordato, Maurogordato o Mavrogordato; in greco Μαυροκορδάτος? è una famiglia fanariota distintasi nella storia dell'Impero ottomano e dei due principati da esso dipendenti, Valacchia e Moldavia. I Maurocordato hanno avuto un ruolo di primo piano anche nella lotta dell'indipendenza della Grecia.

## Storia
Il primo personaggio attestato della famiglia è un mercante di Chio, Nicola (1522-1570), il cui figlio Laurentios sposò Elena Massimo (Maximo) figlia di Emanuele Massimo e di Giacobbina Giustiniani. Dei loro figli, Nicola (Chio 1599, Fanaro 1653), mercante di seta, si trasferì a Costantinopoli stabilendo le fortune della famiglia. Il figlio Alessandro l'Exaporita (1636-1709) divenne Gran Dragomanno della Sublime porta e Gran Logoteta del Patriarcato.
Sei suoi discendenti furono chiamati a reggere i principati di Valacchia e di Moldavia: i due figli, Nicola (1680-1730), principe di Moldavia (1709-1710, 1711-1715) e di Valacchia (1715-1716), e Giovanni principe di Valacchia (1716-1719); tra i figli di Nicola, Costantino (1711-1769), principe di Moldavia (1733, 1741-1743) e di Valacchia (1730-1733, 1735-1740, 1744-1747, 1756-1757, 1761-1762), che abolì la servitù nel 1746 in Valacchia e nel 1749 in Moldavia, e Giovanni (1712-1747), principe di Moldavia (1743-1747); dei figli di Costantino, Alessandro principe di Moldavia (1782-1785); dei figli di Giovanni, Alessandro detto Firari (fuggiasco) (1754-1819), principe di Moldavia (1785) e principe russo.
Di notevole rilievo nella storia dell'indipendenza greca è la figura del principe Alessandro (1791-1865) che redasse la dichiarazione di indipendenza e fu più volte presidente del consiglio tra il 1833 e il 1854. 
Alcuni membri della famiglia, divenuti consoli russi a Livorno vi acquistarono notevoli proprietà fino alla II guerra mondiale (Palazzo Maurogordato, Villa Maurogordato nella frazione di Monte Rotondo).

## Lista dei Gospodari di Valacchia
- Nicola (1680-1730), Gospodaro di Valacchia (1715-1716)*
- Giovanni, Gospodaro di Valacchia (1716-1719)
- Costantino (1711-1769), Gospodaro di Valacchia (1730-1733, 1735-1740, 1744-1747, 1756-1757, 1761-1762)*

Nota: *indica che fu anche Voivoda di Moldavia

## Lista dei Principi di Moldavia
- Nicola (1680-1730), Voivoda di Moldavia (1709-1710, 1711-1715)*
- Costantino (1711-1769), Voivoda di Moldavia (1733, 1741-1743)*
- Giovanni (1712-1747), Voivoda di Moldavia (1743-1747)
- Alessandro, Voivoda di Moldavia (1782-1785)
- Alessandro "Firaris" (1754-1819), Voivoda di Moldavia (1785-1786)

Nota: *indica che fu anche Gospodaro di Valacchia

## Capi di Stato Greci
- Alessandro (1791-1865), Presidente del Consiglio esecutivo (1822-1823)